# Greuda
Greuda ist ein Ortsteil von Altenberga im Saale-Holzland-Kreis in Thüringen.

## Geografie

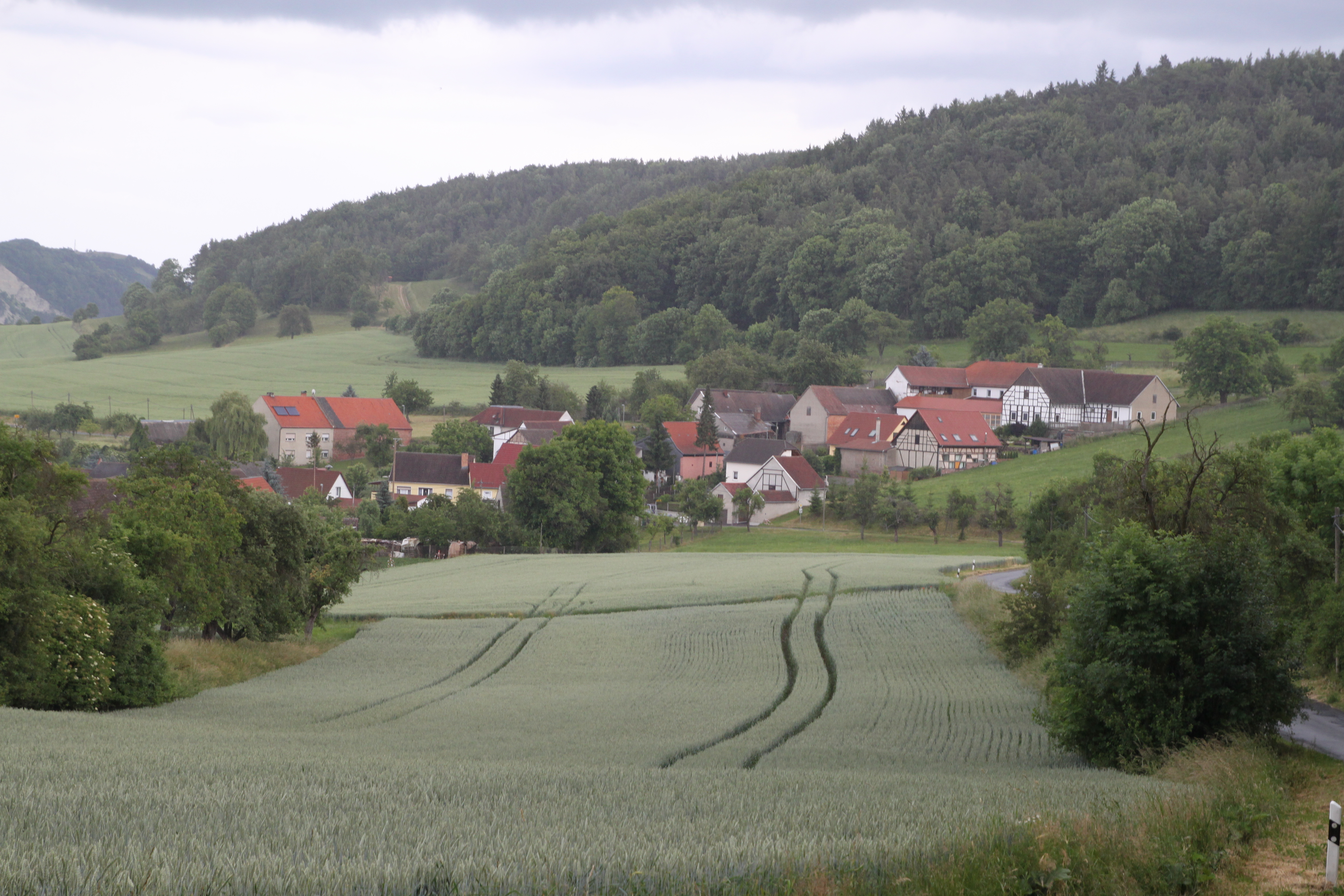
Dorfansicht von Greuda

Greuda liegt östlich etwa 1 km von Altenberga entfernt. Über die Ortsverbindungsstraße haben die Bürger Anschluss an die Bundesstraße 88 nördlich bei Kahla. Die Gemarkung des Ortes ist stark kupiert.

## Geschichte
Die urkundliche Ersterwähnung des Weilers fand 1349 statt.